# بارتاتوآ
بارتاتوآ یا پرتوتیس (ایرانی باستان: Partatava، در گزارش هرودوت: Protothyes) پادشاه سکاها بود که گفته می‌شود با مادها وارد جنگ شد و با آشوریان روابط دوستانه‌ای برقرار کرد و با دختر اسرحدون پادشاه آشور ازدواج کرد.
نام وی بدون هیچ شکی دارای منشأ ایرانی است و می‌بایست با واژهٔ آشوری «بارتاتوآ» نام «شاه سکاها» یکسان باشد. در زمان اسرحدون (۶۸۰–۶۶۹ پ. م) بارتاتوآ با فرستادن نمایندگانی به دربار آشور، از دختر اسرحدون خواستگاری کرد. او همچنین تمایل داشت تا با اسرحدون متحد شود؛ بنابراین اسرحدون با پرسش از غیب‌گوی خدای خورشید، قابل اطمینان بودن بارتاتوآ را مورد بررسی قرار داد.
برای ریشه‌یابی شکل اصلی نام ایرانی، توجه به شکل آشوری آن نسبت به شکل یونانی از اهمیت بیشتری برخوردار است، زیرا شکل یونانی تغییرات چندی را از سر گذرانده‌است. بهتر از همه این است که با شکل ایرانی باستان -*pṛθu-tavah یا -*pṛθu-tuvant آغاز کنیم که عبارت نخست، «دارندهٔ توان فراگیر» و عبارت دوم «توانمند گسترده» معنی می‌دهد. (واژه‌های نظیر در اوستایی عبارتند از pərəθu- به معنی «پهن و فراگیر» و -tauuah- به معنی «نیرو، توان» یا در شکلی دیگر tuuaṇt- به معنای «توانا».) بعد از مرگ وی، پسرش مادیس به جانشینی او رسید.